# Ethobunus pecki
Ethobunus pecki is een hooiwagen uit de familie Zalmoxioidae.